# Спинола, Доменико-Мария
Доменико Мария Спинола (итал. Domenico Maria Spinola; Бастия,1666 — Бастия, 1743) — дож Генуэзской республики.

## Биография
Родился на Корсике, в городе Бастия, в 1666 году. Его отец Кристофоро в то время был губернатором острова от имени Республики Генуя. В юности перебрался в Сиену, вместе с братьями Филиппо и Джорджо (будущим кардиналом), где обучался в колледже Птолемеев.
Около 1686 года переехал в Геную, где получил свою первую государственную должность. Служил чрезвычайным послом при дворе Иосифа I и участвовал в успешных переговорах по поводу маркизата Финале, который, после почти столетнего пребывания под властью Испании, вернулся в руки Генуи (1710).
Был избран дожем 29 января 1732 года, 151-м в истории Генуи, став одновременно королём Корсики. Во время его правления продолжались беспорядки на Корсике. В дополнение к Аяччо и Кальви островитяне вытеснили генуэзцев из родной для дожа Бастии. Чтобы обуздать восстания, дож попросил военной помощи у императора Карла VI (аналогичное соглашение заключал его предшественник Франческо Мария Бальби), который послал на Корсику около 8000 солдат в обмен на 30000 гульденов в месяц. Несмотря на достигнутое перемирие между сторонами, беспорядки на острове продолжалось еще в течение некоторых десятилетий.
Его мандат завершился 29 января 1734 года, после чего он занимал государственные должности в структуре управления Республикой. Так, Спинола был выбран генуэзским правительством, чтобы стать в 1740 году Генеральным комиссаром Корсики. Благодаря его политике, удалось достичь кратковременного перемирия между островитянами и генуэзскими властями.
Он умер в Бастии в 1743 году.